# Ivan Sidorenko
Ivan Mikhàilovitx Sidorenko (rus: Иван Михайлович Сидоренко; Districte de Glinkovsky, óblast de Smolensk, 12 de setembre de 1919 - Kizliar, 19 de febrer de 1994) fou un oficial soviètic que va servir a l'Exèrcit Roig durant la Segona Guerra Mundial. Va ser un dels millors franctiradors a la guerra, responsable d'unes 500 baixes confirmades.

## Biografia

### Primers anys
Va néixer en una familia de camperols de Smolensk, situada en l'aleshores RSFS de Rússia. Sidorenko va assistir a l'escola durant deu anys i després va estudiar a l'escola d'Art de Penza, al sud-est de Moscou. El 1939, va abandonar l'escola i es va allistar a l'Exèrcit Roig per entrenar-se en l'escola d'infanteria de Simferòpol a Crimea.

### Segona Guerra Mundial
El 1941, va participar en la batalla de Moscou com a sotstinent d'una companyia de morters. Durant la batalla, va passar molt de temps practicant com a franctirador. La seva "caça de soldats enemics" va tenir èxit, el que va portar que els seus comandants li ordenessin d'entrenar altres membres de l'exèrcit, els quals havien estat escollits per la seva visió, coneixement de les armes i resistència. Primer els va ensenyar teoria, i després va començar a portar-los a missions de combat amb ell. Els alemanys ràpidament van començar a entrenar els seus propis franctiradors en l'àrea d'operació de Sidorenko per fer front a la nova amenaça plantejada per ell i els seus homes.
Sidorenko es va convertir en assistent del comandant en la caserna general del 1122è Regiment de fusellers, on va lluitar com a part del Primer Front Bàltic, en el marc de l'Operació Bagration. Principalment es dedicava a fer d'instructor, però ocasionalment va participar en batalles portant amb ell algun dels seus deixebles. En unes d'aquestes incursions, va destruir un tanc i tres tractors utilitzant municions incendiàries. Amb tot i això, va ser ferit diverses vegades. L'incident més seriós va tenir lloc a Estònia el 1944, la qual cosa va motivar que hi estigués hospitalitzat fins al final de la guerra. Mentre es recuperava de la seva ferida, Sidorenko va ser condecorat amb el títol d'Heroi de la Unió Soviètica el 4 de juny de 1944. Els seus superiors li prohibiren tornar a combatre de nou, atès que era un "entrenador de franctiradors molt valuós".
Al final de la guerra, Sidorenko va ser acreditat amb al voltant de 500 morts confirmades. També fou instructor de més de 250 franctiradors. Amb el rang de Major, va ser el franctirador soviètic més exitós de la Segona Guerra Mundial. Va utilitzar un fusell rus Mosin-Nagant, equipat amb una mira telescòpica.
El rendiment de Sidorenko no va ser únic: altres franctiradors soviètics que van assolir quasi el mateix nombre de baixes. D'altra banda, Simo Häyhä de Finlàndia hauria estat el millor franctirador de la història, en tenir acreditada la mort de 505 combatents enemics amb el seu fusell de franctirador i subfusell.

### Vida després de la guerra
Quan la guerra acabà, Sidorenko es va retirar de l'Exèrcit Roig i s'establí a l'óblast de Txeliàbinsk, en els Monts Urals, on va treballar com a capatàs en una mina de carbó. El 1974, es va mudar a la Repùblica de Daguestan al Caucas.